# Cartes d'un draper
Cartes d'un draper és el títol col·lectiu d'una sèrie de set pamflets escrits entre 1724 i 1725 pel degà de la catedral de Sant Patrici de Dublín, Jonathan Swift, per tal de despertar l'opinió pública irlandesa contra la imposició d'una moneda de coure privada que Swift va creure que tenia un valor inferior. William Wood havia rebut permís per encunyar la moneda; Swift va creure que la llicència de la patent era corrupta. En Cartes d'un draper, Swift presenta Irlanda com a independent de Gran Bretanya. Atès que el tema era políticament sensible, Swift el va publicar sota el pseudònim M. B., draper, per amagar-se de represàlies.

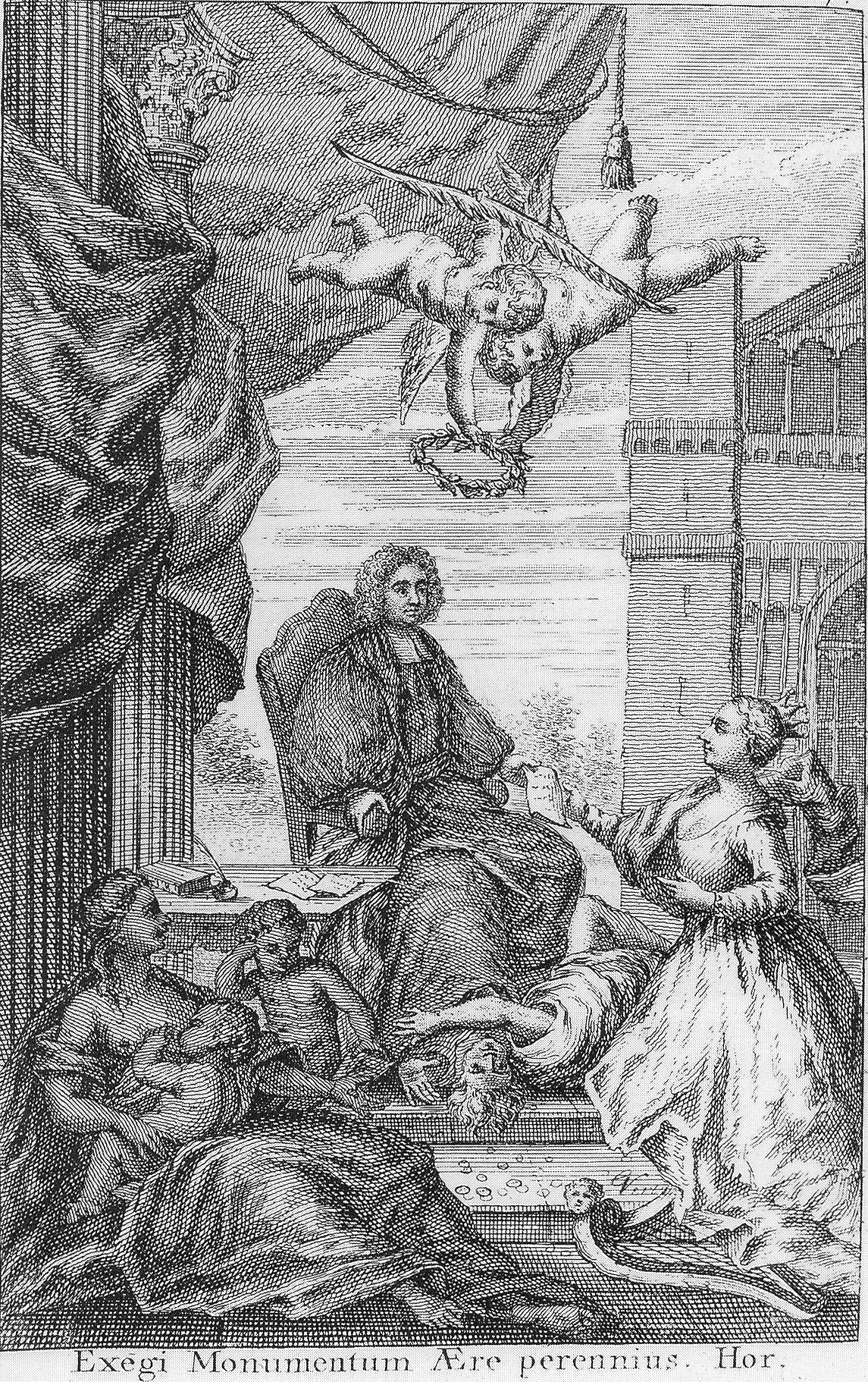
Frontispici de Cartes d'un draper

Tot i que, a instància del govern britànic, les cartes van ser condemnades pel govern irlandès, van propiciar un sentiment popular contra Wood i la seva patent de fabricació de moneda. El sentiment popular es va convertir en un boicot a nivell nacional, que va obligar a retirar la patent. Molts irlandesos van reconèixer Swift com un heroi pel seu desafiament al control britànic sobre la nació irlandesa.
La primera col·lecció completa de les Cartes d'un draper va aparèixer en l'edició de George Faulkner de les obres de Jonathan Swift, de 1734, juntament amb un frontispici al·legòric en què se li oferien elogis i gràcies de part del poble irlandès. Avui dia, les Cartes d'un draper són una part important dels escrits polítics de Swift, juntament amb Viatges de Gulliver (1726), Un conte d'una bóta (1704) i Una proposició modesta (1729).